# Диспозиция (право)

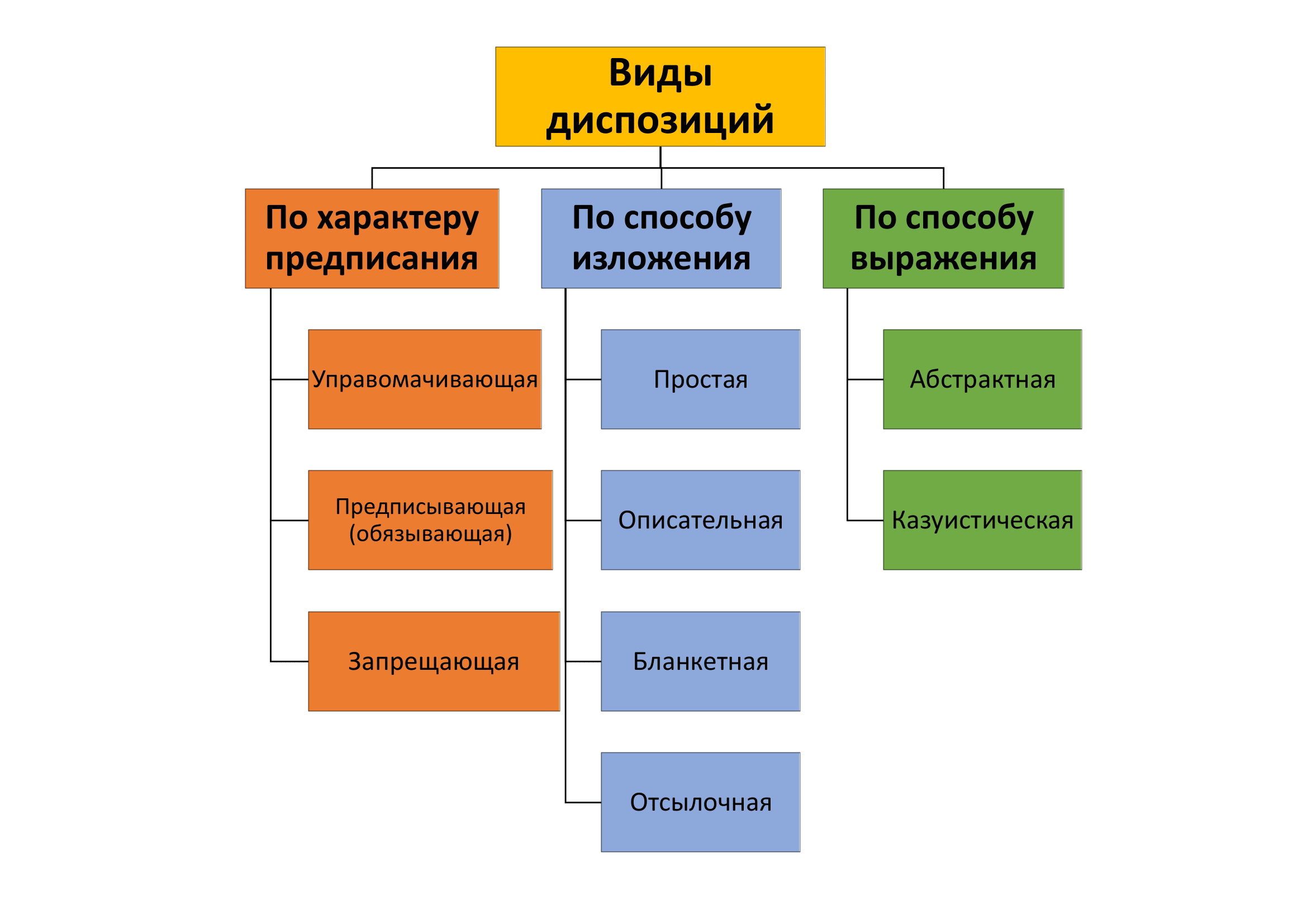
Виды диспозиций схематичной

Диспози́ция — это часть  правовой нормы, содержащий дозволение, предписание или запрет  для субъекта, которому адресована правовая норма.  Содержит, таким образом,   правило поведения, которому должны следовать участники правоотношений, урегулированных данной нормой .
Другие элементы правовой нормы: гипотеза и санкция.

## Классификация диспозиций
По характеру регулятивного воздействия, то есть по значению деонтической модальности содержащегося в диспозиции прескриптивного высказывания, подразделяются на управомочивающие (разрешающие, дозволяющие), обязывающие (предписывающие), запрещающие. В различных правовых системах и в неюридических регулятивных системах встречаются более сложные деонтические модели диспозиций. Например, в исламском праве имеется семь видов предписаний и запретов (наряду с просто разрешёнными деяниями), которые группируются по пяти ступеням от обязательности к запрещённости: строго обязательные действия, уклонение от которых влечёт наказание, рекомендуемые деяния (трёх видов), нейтральные деяния, порицаемые деяния (двух видов), строго запрещённые действия, влекущие наказание.

## Роль диспозиций в различных видах правовых норм
В охранительных  нормах диспозиции представляют собой описание запрещённых действий,  посягающих на охраняемые общественные отношения.